# 타이슨 카이아도
타이슨 카이아도 (Tyson Caiado, 1988년 8월 22일 ~ )는 인도의 전 축구 선수였다. 그의 마지막 소속 축구 팀은 I리그의 이스트 벵골이었다.

## 경력

### 뎀포 SC
뎀포 SC가 고아 프로 리그 소속이었을 때, 카이아도는 뎀포 SC 1군에서 많은 해를 뛰었지만, 그는 I리그와 프로 데뷔를 하지 못했었다. 2012년 11월 10일, 실롱 라종 FC와의 경기에서 선발 출장했던 골키퍼였던 수바시쉬 로이 초두리가 79분 부상으로 경기에서 제외될 때 교체 투입되면서, 프로 데뷔 첫 출장을 기록했다. 데뷔 경기에서는 뎀포 SC가 4-1로 승리했고, 그가 투입된 이후 더 이상의 실점을 기록하지 않았다. 그러고는 카이아도는 2012년 11월 24일 파토르다 스타디움에서 에어 인디아 FC와의 경기에서 데뷔 첫 선발 출장을 기록했고 1-0 무실점 승리를 견인했다.

### 이스트 벵골
2013-14 시즌 뎀포 SC에서 한 경기도 출장하지 못했던 타이슨은 2014년 8월 이스트 벵골 FC와 계약했다.2015-16 시즌 로스터에 포함되지 않은 것으로 보아, 2015년 시즌 종료 후 방출된 것으로 보인다.

## 클럽 통계
2016년 11월 27일 기준
| 클럽    | 클럽           | 클럽  | 리그 | 리그 | 컵   | 컵   | 리그컵 | 리그컵 | 대륙 | 대륙 | 총계 | 총계 |
| 시즌    | 클럽           | 리그  | 출장 | 득점 | 출장 | 득점 | 출장   | 득점   | 출장 | 득점 | 출장 | 득점 |
| ------- | -------------- | ----- | ---- | ---- | ---- | ---- | ------ | ------ | ---- | ---- | ---- | ---- |
| 2012-13 | 뎀포 SC        | I리그 | 2    | 1    | 0    | 0    | 0      | 0      | 0    | 0    | 2    | 1    |
| 2013-14 | 뎀포 SC        | I리그 | 0    | 0    | 0    | 0    | 0      | 0      | -    | -    | 0    | 0    |
| 2014-15 | 이스트 벵골 FC | I리그 | 0    | 0    | 0    | 0    | 0      | 0      | 0    | 0    | 0    | 0    |
| 총 계   | 총 계          | 총 계 | 2    | 1    | 0    | 0    | 0      | 0      | 0    | 0    | 2    | 1    |